# كلاي ماثيوز الثالث
كلاي ماثيوز الثالث (بالإنجليزية: Clay Matthews III) هو لاعب كرة قدم أمريكية أمريكي، ولد في 14 مايو 1986 في لوس أنجلوس في الولايات المتحدة.

## وصلات خارجية
- الموقع الرسمي
- كلاي ماثيوز الثالث على موقع مرجع كرة القدم المحترفة.كوم (الإنجليزية)